# Lacrima
Lacrima – polska grupa muzyczna wykonująca doom metal. Powstała w roku 1996 w Krakowie. Ówczesny skład tworzyli: Kuba Morawski, Marcin Talaga oraz Marcin Salasa.

## Historia
W lipcu 1997 r. zespół Lacrima zarejestrował swoje pierwsze demo "The Prisoners Of Time". Dwa lata później(1999 r.) została nagrana płyta "The Time Of Knights Return", która została dobrze przyjęta przez krytyków i znawców gatunku. Lata 1999–2002 były niesamowicie pechowe dla zespołu. Ciągły brak podstawowego składu zahamował rozwój i twórczość Lacrimy. W 2002 roku skład na tyle się ustabilizował, że grupa z powrotem mogła wziąć się do pracy, co w 2003 roku zaowocowało wydaniem mini albumu "Innocent Incarnations". Po nagraniu krążka, zespół praktycznie przestał istnieć. W 2007 roku udało się jednak skompletować skład, w którym zaczął tworzyć nowy materiał. Od 2009 roku zespół wznowił działalność koncertową. W 2010 roku zespół wyruszył w trasę od 13-16.11 z zespołem Kathaarsys. Ostatni koncert został zarejestrowany na DVD, które ukazało się na 15-lecie działalności zespołu. Najnowszy krążek zespołu zatytułowany Old Man’s Hands miał premierę 01.09.2011 roku. Płyta zawiera 8 utworów - 6 najnowszych nagranych w tym roku w Studiu 67 pod czujnym uchem Dominika Burzyma. Płyta utrzymana jest w
klimatach doom metalowych z czasów jego świetności - lat 90, jednak w nowoczesnym brzmieniu i oprawie. Pozostałe dwa utwory to zremasterowany utwór z 1996 roku oraz koncertowa wersja I Shouldn't pochodząca z DVD. Na płycie można też usłyszeć głos gościnnie występującej Hanki Swaryczewskiej, krakowskiej artystki - śpiewaczki operowej.

## Muzycy

### Obecny skład zespołu
- Kuba Morawski – gitara, śpiew
- Maciej Ster – gitara
- Mateusz Podsiadło – gitara basowa
- Grzegorz Kozikowski – perkusja

### Byli członkowie zespołu
- Szymon Grabarczyk – klawisze
- Łukasz Morawski – instrumenty klawiszowe
- Remo Gawlik – gitara
- Piotr Dzik – perkusja
- Marcin Talaga – gitara
- Piotr Myjak – gitara
- Marcin Salasa – perkusja
- Paweł Kulka – gitara basowa
- Anna Wojtkowiak – śpiew
- Danuta Pacura – śpiew

## Dyskografia

### Dema
- The Prisoners of Time (1997)

### Albumy
- The Time of Knight’s Return (1999)
- Old Man’s Hands (2011)
- A Story From Limbo (2014)[4]

### Minialbumy
- Innocent Incarnations (2003)

### Single
- First Colapse (2016)

### Koncertowe
- 15th Anniversary Live DVD (2010)